# Aitcho-Inseln
Die Aitcho-Inseln sind eine Gruppe kleiner Inseln im Archipel der Südlichen Shetlandinseln. Sie liegen zwischen Table Island und Dee Island in der nördlichen Einfahrt zur English Strait.
Kartiert und benannt wurden sie im Jahr 1935 von Teilnehmern der britischen Discovery Investigations. Namensgeber ist das United Kingdom Hydrographic Office (Aitcho = englisch H. O. = Hydrographic Office).
Zu dieser Inselgruppe gehören unter anderen:
- Barrientos Island
- Bilyana Island
- Cecilia Island
- Chaos Reef
- Cheshire Rock
- Emeline Island
- Jorge Island
- Kilifarevo Island
- Morris Rock
- Okol Rocks
- Pasarel Island
- Passage Rock
- Riksa-Inseln
- Stoker Island